# ボウイ・キューン

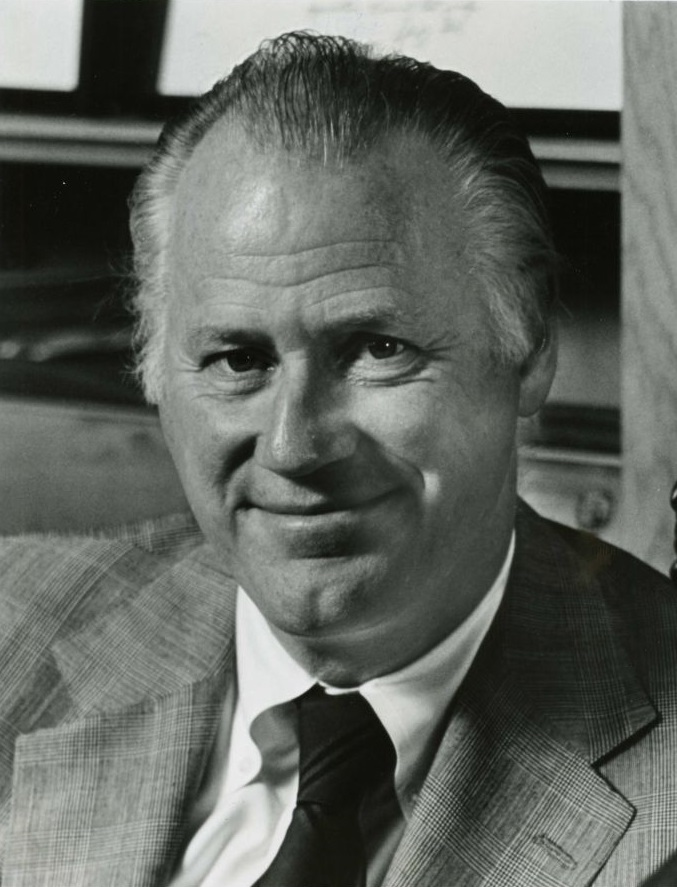
ボウイ・キューン (1982年)

ボウイ・ケント・キューン（Bowie Kent Kuhn、1926年10月28日 - 2007年3月15日）は、アメリカ合衆国の弁護士で、MLBの第5代コミッショナー（在任1969年2月4日 - 1984年9月30日）。
メリーランド州タコマパークに生まれ、ワシントンD.C.で育った。

## 人物
オーナー、選手会、ファンなどとことごとく対立するけんか腰の強い人物であった。自己中心的なオーナーには資格停止、あるいは罰金を科した。選手会とはフリーエージェント制導入をめぐり激しく対立。選手会委員長のマービン・ミラーはキューンを「宿敵」と呼び、キューンはミラーを「鶏小屋を荒らす狐」と非難した。また、コーチだったウィリー・メイズとミッキー・マントルのカジノとの兼業を認めず、この2人は球界を離れた。そのため、ファンはキューンが球界から追放したと非難した。この2人を賭博に関与したとして資格停止処分にしたこともある。
1971年に慈善活動に貢献した選手を表彰する「コミッショナー賞（Commissioner's Award）」を創設した。しかし1972年末、ロベルト・クレメンテが慈善活動中に事故死したことを受けて、翌1973年からクレメンテの名前を冠したロベルト・クレメンテ賞に改称して現在に至る。
また、在任中に起こったカート・フラッド事件では、カート・フラッドが願い出たフリーエージェント（FA）を認める申請を拒絶。フラッドの提訴によって法廷に持ち込まれ、最高裁まで争われることとなった。これを契機に1975年に年俸調停制度とトレード拒否権、1976年にはフリーエージェント制度が成立することとなった。
1977年9月3日に王貞治が通算本塁打数世界記録を更新したときキューンは「世界記録であることは認めるが、大リーグ記録ではない」との声明を発表している。球団数拡張、ワールドシリーズのナイター開催、アメリカン・リーグでの指名代打制の導入、ディビジョン制の導入などの功績も残している。1969年のMLB選手平均年俸は約1万9,000ドルだったが、1984年には約33万ドルにまで上昇した。
2008年にベテランズ委員会によりアメリカ野球殿堂入りを果たした。2007年3月15日、肺炎による呼吸不全のためフロリダ州ポンテベドラビーチの病院で死去。

## 著作
- コミッショナーは戦う（ベースボール・マガジン社、原題：Hardball）　ISBN 978-4583028187

## 関連書籍
- FAへの死闘―大リーガーたちの権利獲得闘争記（ベースボールマガジン社、マービン・ミラー著、原題：A Whole Different Ball Game）　ISBN 978-4583030944